# Atlanta Hawks, LLC
Atlanta Hawks, LLC, tidigare Atlanta Spirit, LLC, var ett amerikanskt privat bolag som ägde och drev basketorganisationen Atlanta Hawks i National Basketball Association (NBA). De ägde tidigare ishockeyorganisationen Atlanta Thrashers i National Hockey League (NHL) mellan 2004 och 2011.
Bolaget hade sju delägare och huvudkontor på tre orter, Atlanta i Georgia, Boston i Massachusetts och Washington, D.C.

## Köpet av Hawks och Thrashers
2004 förvärvade man Atlanta Hawks och Atlanta Thrashers samt drifträttigheterna till inomhusarenan Philips Arena av Time Warner för 250 miljoner dollar. Mellan 2005 och 2011 hävdade bolaget att man hade gått back med 130 miljoner dollar och tappade uppemot 50 miljoner dollar i värde under sitt ägarskap av Thrashers.
Den 31 maj 2011 bekräftades att Atlanta Spirit hade sålt Thrashers till Winnipegbaserade True North Sports and Entertainment för $170 miljoner varav $60 miljoner var en avgift för att få omlokalisera organisationen till Winnipeg och som fördelades mellan de övriga 29 NHL-organisationerna. Affären blev officiell den 21 juni när NHL godkände försäljningen och omlokaliseringen av organisationen. Den 7 september 2014 meddelade majoritetsägaren Bruce Levenson att han hade för avsikt att sälja sin del av företaget medan minoritetsägarna meddelade detsamma i början av januari 2015. Den 22 april kom företaget överens om att sälja Hawks och Philips Arenas drifträttigheter till ett konsortium bestående av bland annat miljardärerna Sara Blakely och Tony Ressler samt den före detta basketspelaren Grant Hill, för 730 miljoner dollar. Affären blev officiell den 24 juni när NBA godkände den.